# Elfriede Knauer

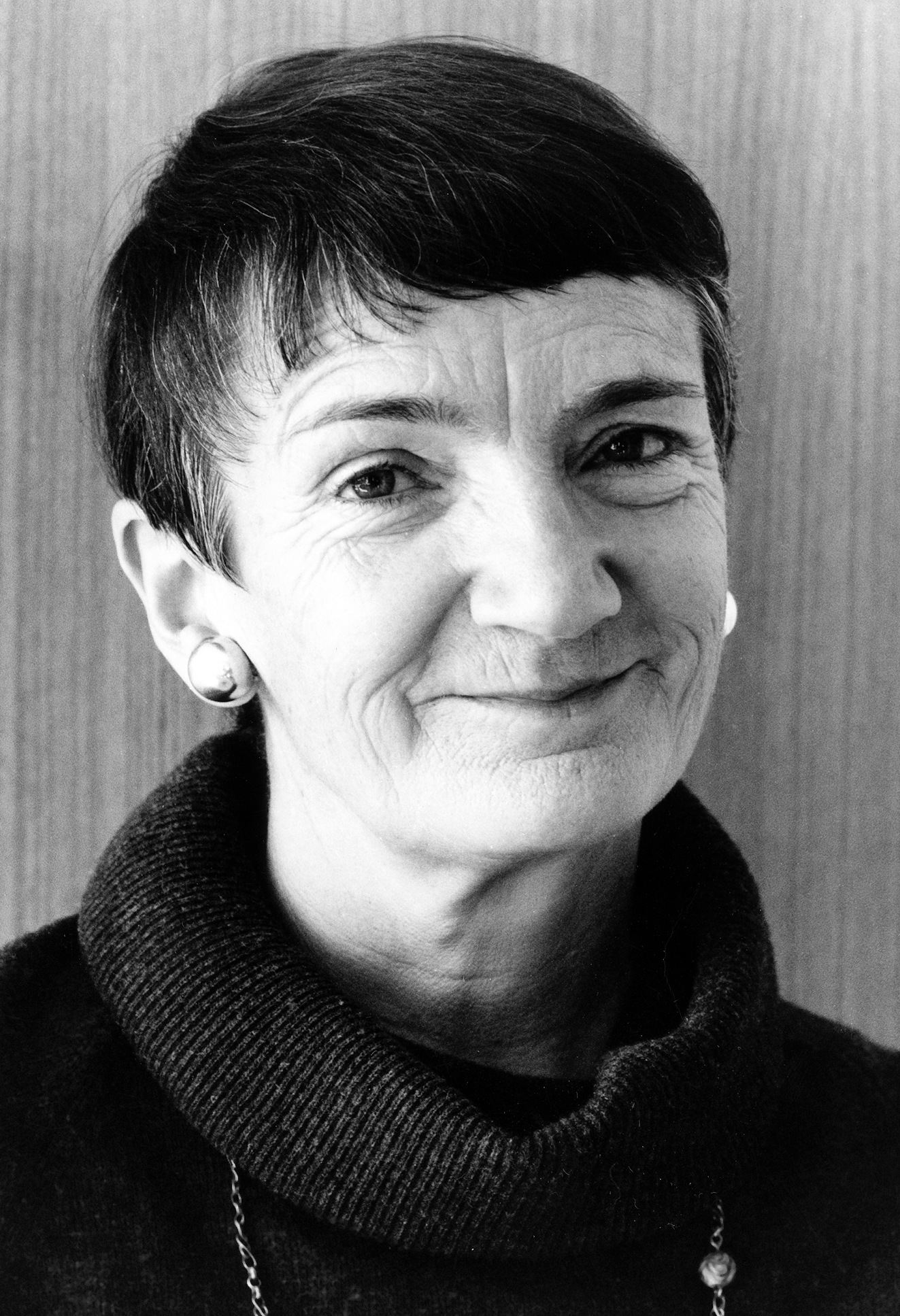
Elfriede Knauer

Elfriede Knauer (vollständiger Name: Elfriede Regina Knauer, geborene Overhoff; gebräuchlicher Name: Kezia Knauer; * 3. Juli 1926 in Wiesdorf; † 7. Juni 2010 in Philadelphia) war eine deutsche Archäologin.

## Leben

### Familie
Knauers Großvater mütterlicherseits, Edmund Kloeppel, war Jurist, Chemiker und Hochschullehrer. Er arbeitete als Prokurist und stellvertretender Vorstandsvorsitzender der Bayer AG. Ihm gehörte das Haus in Leverkusen, in dem die Familie lebte. Knauers Urgroßvater mütterlicherseits war der Jurist und Reichstagsabgeordnete Peter Kloeppel. Knauers Zwillingsschwester ist die Etruskologin Sybille Haynes, geborene Overhoff. Diese heiratete 1951 Denys Haynes, der Keeper of Greek and Roman Antiquities am British Museum war. Ihre jüngste Schwester ist die Historikerin Konstanze Wegner, geborene Overhoff. Knauer war seit 1951 verheiratet mit dem klassischen Philologen Georg Nicolaus Knauer, den sie 1948 kennenlernte.

### Kindheit und Jugend
Knauer wuchs zusammen mit ihrer Zwillingsschwester Sybille, ihrer Schwester Konstanze und den beiden Brüdern Julius und Martin in einer intellektuell geprägten Familie auf. Ihr Vater Julius Overhoff war Unternehmer, Lyriker, Schriftsteller und Essayist. Zusammen mit seiner Frau Edith Overhoff schrieb er Gedichte, Essays und Reisebeschreibungen. Er arbeitete für die Bayer AG in Köln, für I.G. Farben in Polen, in der Sowjetunion und in Südamerika. Schon in frühester Jugend lernte Knauer Französisch, Englisch und Latein. Knauers Mutter förderte sehr die Ausbildung ihrer Kinder besonders auf sprachlichem Gebiet. Sie selber hatte Architektur studiert, konnte ihre Dissertation aber nicht vollenden, da ihr Doktorvater gezwungen durch die politischen Verhältnisse Deutschland verlassen musste. Neben ihrer Tätigkeit als Hausfrau und Mutter lernte sie Arabisch, Persisch und Türkisch.
Unter vielen anderen Intellektuellen verkehrte der Sinologe Carl Philipp Hentze im Haushalt der Overhoffs. Ihm fühlte sich Knauer besonders verbunden und empfing durch ihn viele Anregungen für ihr späteres Leben. Sie lernte durch ihn die chinesische Kunst und ihre Verbindungen zu den westasiatischen Zivilisationen kennen. Die Zeit des Nationalsozialismus überstand die Familie in Frankfurt am Main. Der Bruder Julius Overhoff fiel 1944.
Die eingeschränkten Bildungsmöglichkeiten der Nazizeit wurden ausgeglichen durch die große Bibliothek der Overhoffs. In den Ferien reiste die Familie nach Österreich und Oberitalien. Dort sammelten sie Blumen, die sie zeichneten und analysierten. 1936 kamen die Zwillinge auf die Ziehenschule in Frankfurt-Eschersheim. 1938 ergänzten sie ihre schulische Bildung auf Anregung ihrer Mutter durch eine Zusatzausbildung im Zeichnen und Malen bei Frieda Blanca von Joeden. Diese Ausbildung nützte Knauer später bei ihren Forschungen zum Triptolemos-Maler. Sie untersuchte, maß und zeichnete 175 Werke dieses Meisters.
Die Nazizeit war sehr unangenehm für die Zwillinge. Sie waren gezwungen, dem Bund Deutscher Mädel beizutreten und in seinem Rahmen Arbeitseinsätze zu leisten. Nach ihrem Schulabschluss mussten sie zunächst in der Landwirtschaft arbeiten, dann in einer Munitionsfabrik zusammen mit französischen und russischen Kriegsgefangenen.

### Studium und Promotion
Nach Ende des Zweiten Weltkrieges begann Knauer 1945 ein Studium an der Universität Frankfurt. Sie studierte Klassische Archäologie, Alte Geschichte, Ethnologie, Kunstgeschichte, Orientalistik und ostasiatische Kunstgeschichte. Zu ihren Lehrern gehörten der Kunsthistoriker Harald Keller, der Völkerkundler Adolf Ellegard Jensen, der Althistoriker Matthias Gelzer und der Philologe Karl Reinhardt.
In der Zeit zwischen 1948 und 1950 unternahm Knauer zusammen mit ihrer Zwillingsschwester Sybille ausgedehnte Reisen nach Frankreich, England und Italien. In diesen Ländern besuchten die Schwestern zahlreiche Museen und antike Stätten. In Paris arbeitete Knauer einige Zeit mit einem Damenschneider zusammen. Sie erlernte die Fähigkeit, Kleidung herzustellen. Dies war für ihre späteren Arbeiten über die Geschichte der Kleidung sehr gewinnbringend. 1951 wurde Knauer bei Guido Kaschnitz von Weinberg über vorchristliche Apsisbauten in Griechenland und Italien promoviert.

### Beruf
1951 heiratete Knauer den klassischen Philologen Georg Nicolaus Knauer. Sie ging zusammen mit ihrem Ehemann nach München, wo sie Arabistik studierte und ihren Sohn Lorenz gebar. Von 1954 bis 1975 lebte das Ehepaar Knauer in West-Berlin. In den 1960er Jahren arbeitete Knauer als wissenschaftliche Assistentin bei Adolf Greifenhagen in der Antikensammlung der Staatlichen Museen zu Berlin. Zusammen mit ihrem Mann reiste sie in die Vereinigten Staaten und in die Mittelmeerländer. Für diese Reisen lernte sie Neugriechisch und Türkisch.
Politisch engagierte sich das Ehepaar Knauer in der Notgemeinschaft für eine freie Universität und im Bund Freiheit der Wissenschaft gegen den angeblich zunehmenden Linksradikalismus an den Universitäten und im Bildungssystem in Deutschland. Die daraus entstehenden Schwierigkeiten führten 1975 schließlich zur Emigration des Ehepaars Knauer nach Philadelphia, USA. Nicolaus Knauer wurde Professor für Classics an der University of Pennsylvania. Elfriede Knauer arbeitete ab 1983 als wissenschaftliche Assistentin und ab 1986 als wissenschaftliche Beraterin für die Mittelmeerabteilung des University of Pennsylvania Museum of Archaeology and Anthropology. Sie schrieb insgesamt 76 Bücher und Artikel, davon 15 während ihrer deutschen Jahre und 61 während ihrer Zeit in den USA. In den USA war es verboten, dass Ehepartner an derselben Universität Vorlesungen hielten, deshalb konnte Knauer bis auf wenige Vorträge keine Lehrtätigkeit an der University of Pennsylvania aufnehmen.

## Forschungsinteressen
Knauer beschäftigte sich mit griechischer Vasenmalerei, römischer Wandmalerei, der Reiterstatue Mark Aurels und der Seidenstraße. Sie forschte zum Nachleben von klassischen Themen in der Kunst der Renaissance, zur Geschichte der Kartografie und zu klassischen Einflüssen auf die Kunst Zentralasiens und Ostasiens. In ihrer Artikelsammlung Coats, Queens, and Cormorants (Zürich 2009) stellt Knauer die Beziehungen der Kunst zwischen Ost und West dar. Knauers ausgedehnte Reisen und ihre vielseitige Bildung ermöglichten ihr, Beziehungen und Einflüsse verschiedener Kulturen auch in kleinen Details zu entdecken. So entdeckte sie zum Beispiel auf einem Fresko von Giotto di Bondone in der Cappella degli Scrovegni unter einem Helm hervor baumelnde Troddeln einer Kufiya. Daraus leitete sie ab, dass die Florentiner vertraut mit Besuchern aus Ostasien und ihrer Kleidung waren.
In ihrem letzten Werk über die Mona Lisa „Beobachtungen zu Frauenporträts in der Renaissance: Der Gelbe Schal und die Gioconda“, das kurz vor ihrem Tod erschien, stellte Knauer die Vermutung auf, es handele sich bei der Mona Lisa wahrscheinlich um ein Porträt der Geliebten des Herzogs von Mailand Ludovico Sforza. Hinweise darauf sah sie in dem gelben Schal, der ein Attribut der Prostituierten war und in der Bezeichnung gioconda, die sie als Adjektiv für fröhlich interpretiert, entsprechend unserem Freudenmädchen.

## Forschungsaufträge und -aufenthalte
1989 wurde Knauer um ihre Mitarbeit bei der Restaurierung der Reiterstatue Mark Aurels in Rom gebeten. Bei der Reiterstatue Mark Aurels entdeckte Knauer, dass die Satteldecke persischen Ursprungs war. Dies war bisher noch nicht bemerkt worden. Daraus könnte man schlussfolgern, dass das Standbild nicht, wie bisher angenommen, an die Markomannenkriege erinnerte, sondern an den 166 geschlossenen Frieden mit dem Partherreich im Anschluss an den Partherkrieg des Lucius Verus.
1994 wurde sie im Frühling an das Konferenzzentrum der Rockefeller-Stiftung in Bellagio eingeladen. Im Herbst desselben Jahres arbeitete sie an der American Academy in Rome. Außerdem hatte sie Forschungsaufenthalte an der Herzog August Bibliothek in Wolfenbüttel und am Metropolitan Museum of Art in New York City.

## Reisen
Das Ehepaar Knauer unternahm bis an sein Lebensende ausgedehnte Reisen. Während Georg Nicolaus Knauer auf diesen Reisen besonders das Werk Homers erforschte, untersuchte Elfriede Knauer die Seidenstraße, die Werke des Triptolemos-Malers und die Verbindungen östlicher und westlicher Kunst und Kultur. Georg Nicolaus Knauer diente auf diesen Reisen auch für die Bücher seiner Frau als Fotograf. Diese Reisen führten die Eheleute in die folgenden Länder: die Länder West- und Osteuropas einschließlich Island, die Mittelmeerländer, Sizilien, Griechenland, die Türkei, Syrien, Israel, Jordanien, Ägypten, Tunesien, Marokko, Zypern, die Länder Nord-, Zentral- und Südamerikas, Hawaii, Japan, Thailand, Afghanistan, Iran, Volksrepublik China, Tibet, Taiwan, Hongkong, die Mongolei, Burma, Kambodscha, Laos, Sri Lanka, Indien, Pakistan, Südkorea, Japan, Philippinen, Indonesien, Russland, die Krim, Ukraine, Armenien und Georgien.

## Mitgliedschaften, Preise
1999 wurde Knauer zum Mitglied der American Philosophical Society gewählt. Außerdem gehörte sie der Archäologischen Gesellschaft zu Berlin an. 2002 erhielt Knauer den Director's Award for distinguished service des University of Pennsylvania Museum of Archaeology and Anthropology.
Für ihr Buch über die Seidenstraße The Camel’s Load in Life and Death (Zürich 1998) erhielt Knauer 1999 den Prix Stanislas Julien als bestes Buch auf dem Gebiet der Sinologie.

## Name
Knauer wurde von ihren Freunden, Verwandten und Bekannten Kezia genannt. Den Namen Elfriede benutzte sie nur für ihre Publikationen und in offiziellen Angelegenheiten.
Der Spitzname Kezia entstand bereits bei ihrer Geburt: Als die Zwillinge Elfriede und Sybille Overhoff geboren wurden, befand sich ihr Vater Julius Overhoff auf einer Dienstreise. Deshalb wurden den Zwillingen zunächst keine Namen gegeben. Die Hebamme war jedoch der Meinung, dass man die Mädchen doch irgendwie anreden und bezeichnen müsse. Deshalb gab sie ihnen die vorläufigen Namen Kezia and Keren-Happuch nach Hiob 42,14 . Da alle den Namen Elfriede verabscheuten, blieb der Name Kezia als Rufname für Elfriede Knauer erhalten. Den meisten Leuten war nicht bekannt, dass Kezia Knauer in Wirklichkeit Elfriede Knauer hieß.
"

## Publikationen (Auswahl)
- Vorchristliche Apsidenbauten in Griechenland und Italien. Dissertation Frankfurt 1951.
- Die Berliner Andokides-Vase (= Werkmonographien zur bildenden Kunst in Reclams Universal-Bibliothek 103). Reclam, Stuttgart 1965.
- Das Reiterstandbild des Kaisers Marc Aurel (= Werkmonographien zur bildenden Kunst in Reclams Universal-Bibliothek 128). Reclam, Stuttgart 1968.
- Ein Skyphos des Triptolemosmalers (= Winckelmanns-Programm der Archäologischen Gesellschaft zu Berlin 125). De Gruyter, Berlin 1973, ISBN 3-11-004727-6.
- Die Carta Marina des Olaus Magnus von 1536. Ein kartographisches Meisterwerk und seine Wirkung (= Gratia. Tübinger Schriften zur Renaissanceforschung und Kulturwissenschaft 5). Gratia-Verlag, Göttingen 1981, ISBN 3-921834-10-4.
- Urnula Faberrime Cavata. Observations on a Vessel used in the Cult of Isis. Teubner, Stuttgart 1995, ISBN 3-519-07612-8.
- Coats, Queens, and Cormorants. Selected Studies in Cultural Contact between East and West. Kilchberg/ZH 2009, ISBN 978-3-905083-27-9 (gesammelte kleine Aufsätze).
- The Camel’s Load in Life and Death. Akanthus, Kilchberg/ZH 2011, ISBN 978-3-905083-28-6.